# 尤利娅·拉普京娜
尤利娅·阿纳托利耶芙娜·拉普京娜（烏克蘭語：Юлія Анатоліївна Лапутіна；1967年—），乌克兰政治人物，自2020年12月19日起担任退伍军人事务部部长。